# قطعنامه ۳۷۳ شورای امنیت
قطعنامه ۳۷۳ شورای امنیت سازمان ملل متحد که در تاریخ ۱۸ اوت ۱۹۷۵ تصویب شد، سندی بین‌المللی دربارهٔ عضویت سائوتومه و پرینسیپ است. این قطعنامه طی نشست ۱٬۸۳۸ام با ۱۵ موافق، ۰ مخالف و ۰ ممتنع تصویب شد.